# Anthocoris confusus
Anthocoris confusus is een wants uit de familie van de bloemwantsen (Anthocoridae). De soort werd het eerst wetenschappelijk beschreven door Odo Reuter in 1884.

## Uiterlijk
De wants heeft, als volwassen dier, altijd volledige vleugels en kan 3.5 tot 4 mm lang worden. De voorvleugels zijn mat en bedekt met witte haartjes. De buitenste helft van het uiteinde van het hoornachtige gedeelte van de voorvleugels, de cuneus, is glanzend, net als de buitenste rand van het (corium). De voorvleugels zijn donkerbruin tot roestbruin en het voorste deel is vaak lichter, de cuneus vaak donkerder. Het deels zwarte doorzichtige gedeelte van de voorvleugels heeft een witte vlek aan het begin en aan de zijkant. Normaliter zijn de vleugels over elkaar gevouwen en zijn dus drie vlekken te zien. Zowel de kop, als het halsschild en het scutellum zijn volledig zwart. Van de bruine pootjes zijn de dijen vaak donker en de schenen lichter. Soms zijn de antennes geheel zwart of donkerbruin. Vaak is het tweede antennesegment grotendeels bruin, het derde segment soms licht aan het begin.
Anthocoris confusus lijkt zeer veel op Anthocoris gallarumulmi, die is echter veel zeldzamer, vaak wat groter en leeft voornamelijk op iep. In de bladgallen van zijn prooi Eriosoma ulmi.

## Leefwijze
De soort komt de winter door als imago, meestal de bevruchte vrouwtjes. In gunstige situaties zijn er twee generaties per jaar. De wantsen van de nieuwe generatie verschijnen in juli en vanaf eind augustus of september. De volwassen dieren worden het hele jaar gevonden, meestal op loofbomen zoals beuk, eik en populier waar ze jagen op bladluizen.

## Leefgebied
De soort is in Nederland zeer algemeen en kan verder gevonden worden van Europa tot in Siberië. Noord-Amerika en Noord-Afrika.